# 京都市立鏡山小学校
京都市立鏡山小学校（きょうとしりつ かがみやましょうがっこう）は、京都府京都市山科区御陵血洗町にある公立小学校。

## 沿革
以下、内容は学校ウェブサイトの「沿革史」による。
1931年に旧山科町の京都市編入と同時に開校した。1970年に校区の一部を、従来は分校だった京都市立陵ヶ岡小学校に分割している。

### 年表
- 1931年4月1日 - 京都市立鏡山尋常小学校として開校。
- 1941年4月1日 - 京都府京都市鏡山国民学校に改称。
- 1947年4月1日 - 京都市立鏡山小学校に改称。
- 1951年3月5日 - 校歌を制定し、発表会を実施。
- 1970年4月6日 - 分校が京都市立陵ヶ岡小学校として独立。

## 進学先中学校
- 京都市立花山中学校

## 著名な出身者
- 井上琴絵（バレーボール選手：NECレッドロケッツ）